# Robert Paxton (historicus)
Robert O. Paxton (Lexington, Virginia, 1932) is een Amerikaans historicus die gespecialiseerd is in Vichy-Frankrijk en Europa gedurende de Tweede Wereldoorlog. Hij is vooral bekend vanwege zijn boek uit 1972 Vichy France, Old Guard and New Order, 1940-1944, waarin hij uiteenzet hoe het Vichy-regime de collaboratie met nazi-Duitsland vrijwillig aanging zonder druk van Duitse kant. Paxton trad op als getuige in de rechtszaak tegen Maurice Papon (1910-2007), die in 1998 werd veroordeeld voor misdaden tegen de menselijkheid.
Paxton kenschetste fascisme als volgt:

Fascisme is een vorm van politiek gedrag dat gekenmerkt wordt door een obsessie met maatschappelijk verval, vernedering of slachtofferschap en door een compenserende cultivering van eenheid, energie en zuiverheid. De bijbehorende partij wordt gesteund door de massa's en bestaat uit toegewijde nationalistische militanten, die in een onwennige maar effectieve samenwerking met traditionele elites democratische vrijheden afschaffen. Met bevrijdend geweld en ongeremd door ethische of wettelijke beperkingen wordt binnenlandse zuivering en buitenlandse expansie nagestreefd.

## Biografie
Paxton werd geboren in Lexington (Virginia) en studeerde aan de Washington and Lee University voordat hij zijn M.A.-titel behaalde aan de Universiteit van Oxford als Rhodes Scholar. Zijn doctorstitel verkreeg hij aan Harvard University.
Paxton gaf les op de University of California, Berkeley en de State University of New York at Stony Brook voordat hij ging werken aan de Columbia-universiteit in New York, waar hij nu geldt als emeritus hoogleraar geschiedenis.
In april 2009 verleende de Franse regering Paxton het Legioen van Eer.